# Chloranil
Chloranil is de triviale naam voor tetrachloor-p-benzochinon, een organische verbinding met als brutoformule C6Cl4O2. De naam is afgeleid van chloor en aniline. Het is een geel- tot groenachtig kristallijn poeder.
Het isomeer tetrachloor-o-benzochinon wordt aangeduid als o-chloranil.

## Synthese
Chloranil wordt tegenwoordig bereid door de oxidatieve chlorering van een chinon of hydrochinon, in een geconcentreerde oplossing van zoutzuur, al dan niet in aanwezigheid van een katalysator. De syntheseweg die uitging van gedeeltelijk gechloreerde fenolen is als productiemethode verlaten omdat hierbij als nevenproducten giftige dioxineachtige stoffen gevormd worden.

## Toepassingen
Chloranil werd in het verleden gebruikt als fungicide, in het bijzonder voor de bescherming van zaden.
Het gebruik als fungicide is niet meer toegelaten in de Verenigde Staten en de Europese Unie. De stof werd vrijwillig van de markt genomen omwille van de aanwezigheid van resten dioxines die tijdens de productie waren ontstaan. In de Verenigde Staten gebeurde dit onder impuls van het Environmental Protection Agency. Dit zette de industrie ertoe aan om over te schakelen op een andere, dioxine-vrije productiemethode voor chloranil.
Chloranil wordt gebruikt als oxidator in chemische reacties, in het bijzonder bij de synthese van verfstoffen, zoals methylviolet (oxidatie van N,N-dimethylaniline), en als vulkanisatiemiddel.
Chloranil fungeert als elektronenacceptor in donor-acceptorcomplexen, bijvoorbeeld met tetrathiafulvaleen (TTF), en wordt daarom gebruikt in organische halfgeleidermaterialen.
Donor-acceptorcomplexen met amines zoals dimethylamine en tri-ethylamine kunnen fungeren als polymerisatie-inhibitoren.
De chloraniltest is een colorimetrische test in de chemie om de aanwezigheid van primaire of secundaire aminegroepen op een vast peptide te detecteren. Daarmee kan worden nagegaan of de synthesereactie van het peptide, dit is de koppeling van aminozuren, volledig is of niet. Aan een monster van het peptide wordt aceton of aceetaldehyde gevoegd. Aan deze suspensie wordt dan een verzadigde oplossing van chloranil in tolueen toegevoegd. Dit mengsel wordt geschud gedurende vijf minuten. Als de peptidekorrels blauw of groen verkleuren verraadt dit de aanwezigheid van vrije aminogroepen. Aceton wordt gebruikt voor de detectie van secondaire amines, aceetaldehyde voor primaire amines. Een vergelijkbare test is de ninhydrinetest.

## Toxicologie en veiligheid
Chloranil is irriterend voor de ogen en de huid. Het is zeer giftig voor waterorganismen, en kan op lange termijn schadelijke effecten hebben.